# Cristina Casandra
Cristina Casandra, née Iloc le 1er février 1977 à Zalău, est une athlète roumaine, spécialisée dans le fond et le steeple.

## Meilleurs temps
- 3 000 mètres - 9:02.94 min (2001)
- 3 000 mètres steeple - 9:28.53 min (2007)
- 5 000 mètres - 15:22.64 min (1999)